# Josef Walla
Josef „Peppi” Walla (ur. 6 stycznia 1907 w Wiedniu, zm. 8 kwietnia 1994) – austriacki kierowca i motocyklista wyścigowy oraz żużlowiec.

## Życiorys
Z wykształcenia był mechanikiem samochodowym. Ściganie się rozpoczął w 1926 roku, zajmując w swoim debiutanckim wyścigu (w St. Pölten) drugie miejsce. Rok później zwyciężył w Grazu i Marburgu oraz był drugi w Grand Prix Austrii. W 1929 roku wygrał Sunbeamem wyścig Gaisbergrennen. W latach 1934 oraz 1955 wygrał wyścig Wien-Krieau w klasie motocykli z bocznym wózkiem do 500 cm³. W 1936 roku natomiast zwyciężył wyścig w St. Pölten. Ogółem wygrał około 70 wyścigów. Był członkiem założonego przez Karla Gölsa jra zespołu Gelsen Team, który zdominował przedwojenne wyścigi motocyklowe w Austrii.
Po wojnie kontynuował ściganie się motocyklami. Ścigał się również samochodami Formuły 3. Około 1947 roku skonstruował prawdopodobnie pierwszy powojenny austriacki samochód wyścigowy, inspirowany Scampolo i LTE. W 1957 roku zakupił samochód Hell Spezial, którym w 1958 roku rywalizował we Wschodnioniemieckiej Formule 3.